# Liste von Erdbeben in der Türkei
Diese Liste von Erdbeben in der Türkei führt bedeutende Erdbeben an, die Auswirkungen auf dem Gebiet des heutigen Staates Türkei hatten.

## Überblick

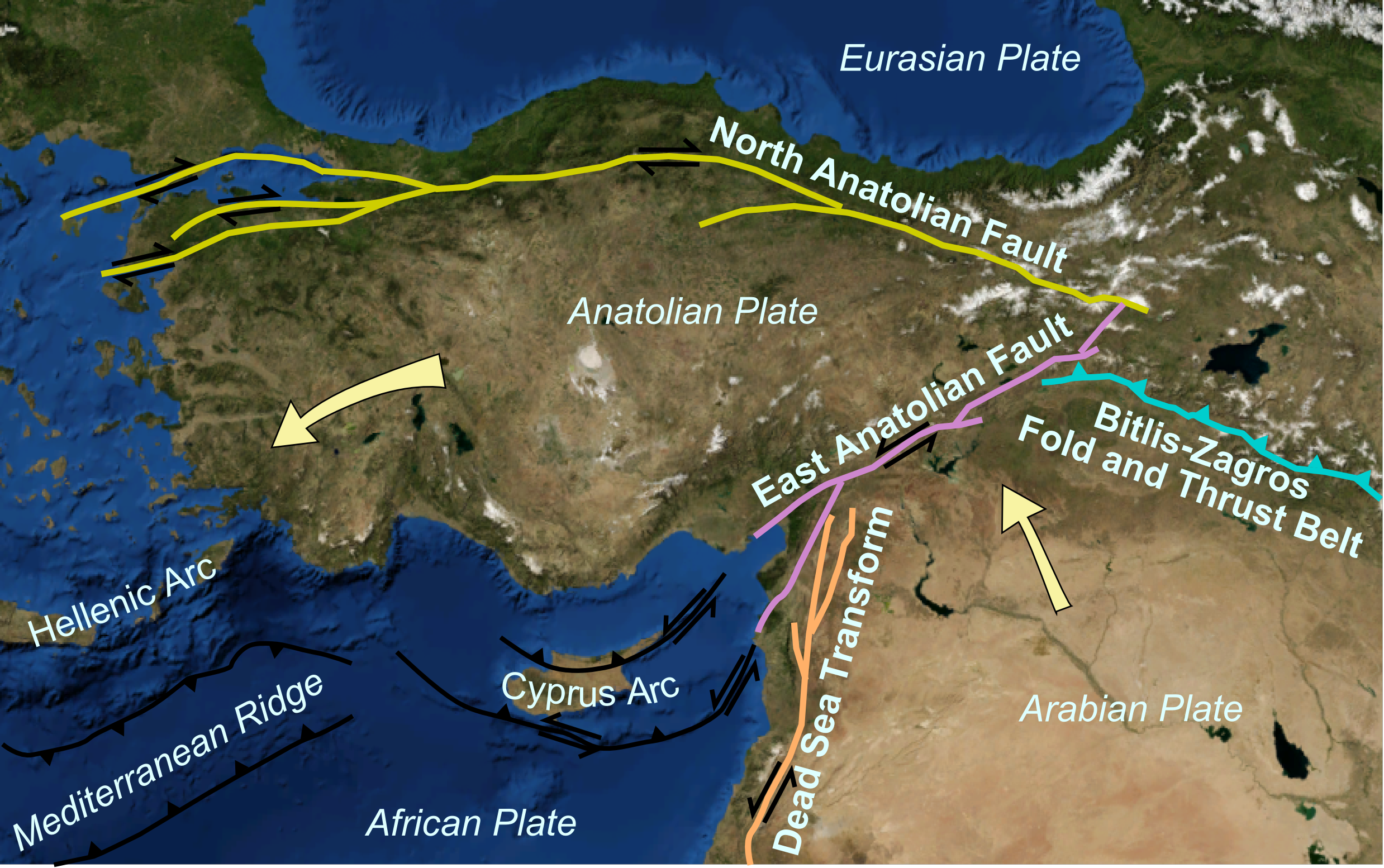
Die wichtigsten tektonischen Strukturen in der Region

Epizentren von Erdbeben im Zeitraum 1900–2023

Die Türkei befindet sich in einer der seismologisch aktivsten Weltregionen und hat eine lange Geschichte schwerer Erdbeben. Der größte Teil des Landes liegt auf der Anatolischen Platte, die im Norden an die Eurasische Platte grenzt, im Osten an die Arabische Platte, im Süden an die Afrikanische Platte und im Westen an die Ägäische Mikroplatte. Im Osten des Landes bildet der Falten- und Überschiebungsgürtel des Zagros die Grenze zwischen der nordwärts drängenden Arabischen und der Eurasischen Platte. Das tektonische Geschehen im Land wird von Kräften dominiert, die an diesen Plattengrenzen wirken.
Die schwersten Erdbeben in der Türkei ereignen sich an der etwa 1500 Kilometer langen Nordanatolischen Verwerfungszone, einer dextralen Transformstörung, die die Grenze zwischen der Anatolischen und der Eurasischen Platte bildet. Schwere Erdbeben treten auch an der rund 550 Kilometer langen Ostanatolischen Verwerfungszone auf, einer sinistralen Transformstörung an der Grenze von Anatolischer und Arabischer Platte. Sie trifft im Süden der Türkei auf die sinistrale Totes-Meer-Transformstörung, die Plattengrenze zwischen Afrikanischer und Arabischer Platte, die historisch im Gebiet um die heutige Stadt Antakya immer wieder für verheerende Erdbeben verantwortlich war. Im östlichen Mittelmeer subduziert die Afrikanische Platte in nord- bis nordöstliche Richtung beim Zypernbogen unter die Anatolische Platte bzw. beim Hellenischen Inselbogen unter die Ägäische Platte. Der Hellenische Bogen drängt dabei nach Süden, so dass auf der Ägäischen Platte ein Extensionsregime vorherrscht, was bisweilen Erdbeben in der Westtürkei verursacht. Im Osten der Türkei liegt die erdbebenanfällige Bitlis-Zagros-Sutur als Teil des Falten- und Überschiebungsgürtel des Zagros. Neben diesen großen tektonischen Strukturen existiert eine Vielzahl weiterer Verwerfungen im ganzen Land.
Im 20. Jahrhundert ereigneten sich in der Türkei 111 Erdbeben mit Magnituden von 5,0 oder höher. Erdbeben waren für etwa 76 Prozent der rund 87.000 Todesopfer und 210.000 Verletzten durch Naturkatastrophen in der Türkei im 20. Jahrhundert verantwortlich; Erdrutsche trugen 10 Prozent, Überschwemmungen 9 Prozent bei. Somit sind Erdbeben die bedeutendste Art von Naturkatastrophen, von denen die Türkei bedroht ist. Durch die im Vergleich zu Kalifornien oder Japan weniger erdbebensicher konstruierten Gebäude fordern Erdbeben gleicher Intensität in der Türkei deutlich mehr Todesopfer. Zwar wurden zunehmend strengere Bauvorschriften erlassen, jedoch entsprechen viele der älteren Häuser diesen nicht. Schätzungen zufolge war im Jahr 2009 etwa ein Drittel der rund 20 Millionen Wohngebäude in der Türkei unzureichend widerstandsfähig gegen Erdstöße und müsste verstärkt oder neu gebaut werden. Die Weltbank schätzte in einer 2006 veröffentlichten Studie die durchschnittlichen wirtschaftlichen Kosten von Erdbeben in der Türkei auf jährlich 100 Millionen US-Dollar.

## Liste
Erläuterungen:
- Tote: Anzahl ist insbesondere bei weit zurückliegenden Beben oft nicht gesichert.
- Koordinaten: Sind bei Beben vor Beginn der seismographischen Erfassung (ca. 1900) als Näherungswerte zu verstehen.
- Intensität: Wenn nicht anders angegeben, ist die Intensität auf der Modifizierten Mercalliskala (Stufe I – XII) gemeint.
- Magnituden:
  - MW: Momenten-Magnitude
  - MS: Oberflächenwellenmagnitude
  - ML: Lokalmagnitude = Richterskala
  - M: Art der Magnitude unbekannt
- k. A. = keine Angaben möglich

| Datum (Ortszeit)   | Ort                             | Tote            | Anmerkung | Koordinaten                  | Magnitude | Intensität | Beleg                       |
| ------------------ | ------------------------------- | --------------- | --- | ---------------------------- | --------- | ---------- | --------------------------- |
| 17 n. Chr.         | Lydien                          | k. A.           | Zerstörung von Sardes und zwölf weiteren Städten in Lydien; laut Plinius das größte Erdbeben seit Menschengedenken                                                    | 37° 51′ 0″ N, 27° 18′ 0″ O   | k. A.     | X          | [ 4 ]                       |
| 13. Dezember 115   | Antiochia                       | 260.000         | Erdbeben von Antiochia 115: Antiochia und fünf weitere Städte fast vollständig zerstört                                                                               | 36° 6′ 0″ N, 36° 6′ 0″ O     | 7,5 MS    | XI         | [ 5 ] [ 6 ]                 |
| 262                | Südwestanatolien                | k. A.           | Tsunami; Schäden in Asia Minor und Libya; möglicherweise stehen Zerstörungen in Ephesus zu jener Zeit mit dem Beben in Zusammenhang                                   | 36° 36′ 0″ N, 30° 0′ 0″ O    | k. A.     | k. A.      | [ 7 ]                       |
| 342                | Antiochia                       | 40.000          | Datum umstritten, aber wohl Teil einer größeren Erdbebenserie 341–343 in Kleinasien und Zypern                                                                        | 36° 12′ 0″ N, 36° 6′ 0″ O    | k. A.     | VII–VIII   | [ 8 ]                       |
| September 458      | Antiochia                       | 80.000          | | 36° 12′ 0″ N, 36° 6′ 0″ O    | k. A.     | IX         | [ 9 ]                       |
| Mai 526            | Antiochia                       | 250.000–300.000 | Erdbeben von Antiochia 526 | 36° 14′ 0″ N, 36° 7′ 0″ O    | k. A.     | X          | [ 10 ] [ 11 ]               |
| 557                | Konstantinopel                  | k. A.           | Tsunami; Einsturz der Kuppel der Hagia Sophia im nächsten Jahr wird auf Schäden aus diesem Beben zurückgeführt                                                        | 40° 54′ 0″ N, 27° 36′ 0″ O   | 7,0 MS    | IX         | [ 12 ]                      |
| 587                | Antiochia                       | 60.000          | Nach abweichenden Berichten ereignete sich das Beben im Jahr 588 | 36° 15′ 0″ N, 36° 6′ 0″ O    | k. A.     | IX         | [ 13 ]                      |
| 688                | Smyrna                          | 2.000–20.000    | | 38° 24′ 0″ N, 27° 12′ 0″ O   | k. A.     | IX         | [ 14 ]                      |
| 26. Oktober 740    | Konstantinopel                  | k. A.           | Viele Tote, schwere Schäden in Konstantinopel, Nicäa und anderen Orten, viele Nachbeben                                                                               | 40° 42′ 0″ N, 29° 18′ 0″ O   | 7,3 MS    | IX         | [ 15 ]                      |
| Januar 858         | Jerewan                         | 12.000          | | 40° 0′ 0″ N, 44° 36′ 0″ O    | 5,2 M     | k. A.      | [ 16 ]                      |
| 29. November 1114  | Südanatolien                    | k. A.           | Stärkstes bekanntes Erdbeben an der Ostanatolischen Verwerfung, Zerstörung von Maras, Tausende Tote                                                                   | 37° 30′ 0″ N, 37° 30′ 0″ O   | ≥7,8 M    | k. A.      | [ 17 ] [ 18 ] [ 19 ]        |
| 1268               | Erzincan                        | 15.000          | Unsicher, Angaben zu dem Erdbeben finden sich nur in Quellen aus dem 17. Jahrhundert                                                                                  | 39° 45′ 0″ N, 39° 30′ 0″ O   | k. A.     | IX         | [ 20 ] [ 21 ]               |
| 1457 oder 1458     | Erzincan/Erzurum                | 12.000–32.000   | Ein großer Teil der Stadt Erzincan wurde zerstört, widersprüchliche Angaben zum genauen Datum                                                                         | 39° 54′ 0″ N, 40° 24′ 0″ O   | k. A.     | k. A.      | [ 22 ] [ 23 ]               |
| 1482               | Erzincan/Erzurum                | 30.000          | Schwere Schäden in einem ausgedehnten Gebiet | 39° 54′ 0″ N, 40° 24′ 0″ O   | 7,5 M     | X          | [ 24 ] [ 25 ]               |
| 10. September 1509 | Istanbul                        | 1.000–13.000    | Erdbeben von Istanbul 1509 | 40° 54′ 0″ N, 28° 42′ 0″ O   | 7,2 MS    | VII        | [ 5 ]                       |
| 31. März 1648      | Van                             | 2.000           | Opfer- und Schadenszuschreibung nicht gesichert, beziehen sich möglicherweise auf ein Erdbeben von 1646                                                               | 38° 18′ 0″ N, 43° 12′ 0″ O   | 6,7 M     | k. A.      | [ 26 ] [ 27 ]               |
| 23. Februar 1653   | Smyrna                          | 2.500           | Erdbeben in Izmir 1653 | 38° 12′ 0″ N, 28° 12′ 0″ O   | 7,5 M     | X          | [ 5 ]                       |
| 17. August 1668    | Nordanatolien                   | 8.000           | Erdbeben in Nordanatolien 1668: Beben an der Nordanatolischen Verwerfungszone, schwere Schäden in Bolu, Kastamonu, Samsun, Tokat und anderen Städten, viele Nachbeben | 41° 0′ 0″ N, 36° 0′ 0″ O     | 8,1 M     | k. A.      | [ 28 ] [ 29 ] [ 30 ]        |
| 10. Juli 1688      | Smyrna                          | 15.000–20.000   | Erdbeben in Izmir 1688 | 38° 24′ 0″ N, 26° 54′ 0″ O   | 7,0 MS    | X          | [ 5 ]                       |
| 22. Mai 1766       | Istanbul                        | 4.000           | Erdbeben von Istanbul 1766 | 40° 48′ 0″ N, 29° 0′ 0″ O    | 7,1 MS    | X          | [ 5 ] [ 31 ] [ 32 ]         |
| 5. September 1822  | Antakya                         | 20.000          | Schäden auch in Aleppo und auf Zypern | 36° 0′ 0″ N, 36° 0′ 0″ O     | k. A.     | XI         | [ 33 ]                      |
| 2. Juni 1859       | Erzurum                         | 15.000          | | 39° 54′ 0″ N, 41° 18′ 0″ O   | 6,1 M     | k. A.      | [ 34 ]                      |
| 3. April 1881      | Chios                           | 5.058–7.866     | Erdbeben von Chios 1881 | 38° 15′ 0″ N, 26° 15′ 0″ O   | 6,5 MW    | IX         | [ 5 ]                       |
| 15. Oktober 1883   | Smyrna/Ayvalık                  | 15.000          | Zahlreiche Häuser entlang der Küste stürzten ein | 38° 18′ 0″ N, 26° 12′ 0″ O   | 7,3 MS    | X          | [ 35 ]                      |
| 10. Juli 1894      | Istanbul                        | 1.349           | Tsunami; das Beben gab den Anstoß für die Etablierung einer instrumentellen Erdbebenforschung in der Türkei                                                           | 40° 36′ 0″ N, 28° 42′ 0″ O   | 7,0 MW    | X          | [ 36 ] [ 37 ] [ 38 ]        |
| 20. September 1899 | Sarayköy                        | 1.117           | Schäden in mehreren Städten im Tal des Großen Mäander, in Nazilli wurden 55 Prozent aller Häuser zerstört                                                             | 37° 55′ 48″ N, 28° 50′ 24″ O | 6,7 MS    | IX         | [ 39 ]                      |
| 9. August 1912     | Şarköy                          | 3.000           | Schäden in Istanbul, Edirne, Adapazarı, Bursa und anderen Orten | 40° 38′ 17″ N, 27° 1′ 23″ O  | 7,1 MW    | VIII       | [ 40 ] [ 41 ] [ 42 ]        |
| 3. Oktober 1914    | Burdur                          | 4.000           | Durch Beben und nachfolgenden Großbrand wurden 17.000 Häuser zerstört                                                                                                 | 37° 49′ 12″ N, 30° 16′ 12″ O | 7,0 MS    | IX         | [ 43 ]                      |
| 6. Mai 1930        | Iranisch-türkisches Grenzgebiet | 2.514           | Aufgrund eines Vorbebens waren viele Menschen zum Zeitpunkt des Hauptbebens im Freien                                                                                 | 38° 9′ 0″ N, 44° 42′ 0″ O    | 7,5 MS    | k. A.      | [ 44 ] [ 45 ]               |
| 27. Dezember 1939  | Erzincan                        | 33.000          | Erdbeben von Erzincan 1939 | 39° 46′ 16″ N, 39° 34′ 37″ O | 7,8 MW    | XII        | [ 5 ]                       |
| 20. Dezember 1942  | Nordanatolien                   | 1.000–3.000     | Beben nahe der Nordanatolischen Verwerfungszone | 40° 54′ 0″ N, 36° 30′ 0″ O   | 7,3 MS    | X          | [ 46 ]                      |
| 26. November 1943  | Nordanatolien                   | 4.020           | Beben an der Nordanatolischen Verwerfungszone; 40.000 Häuser wurden zerstört                                                                                          | 41° 0′ 0″ N, 33° 42′ 0″ O    | 7,6 MS    | XI         | [ 47 ]                      |
| 1. Februar 1944    | Nordanatolien                   | 2.381–2.790     | Beben an der Nordanatolischen Verwerfungszone | 41° 24′ 0″ N, 32° 42′ 0″ O   | 7,4 MS    | X          | [ 48 ] [ 49 ]               |
| 18. März 1953      | Yenice/Gönen                    | 1.070           | Yenice wurde zerstört, schwere Schäden in Gönen und anderen Orten | 40° 10′ 30″ N, 27° 38′ 53″ O | 7,3 MW    | VIII       | [ 50 ] [ 51 ]               |
| 19. August 1966    | Varto                           | 2.529           | Beben nahe dem Schnittpunkt der Nordanatolischen mit der Ostanatolischen Verwerfungszone                                                                              | 39° 10′ 12″ N, 41° 33′ 36″ O | 6,8 MS    | IX         | [ 52 ]                      |
| 28. März 1969      | Alaşehir                        | 53              | Exakt 1 Jahr vor Gediz, 120 km entfernt. | 38° 20′ 56″ N, 28° 30′ 32″ O | 6,6 MS    | VIII       | [ 53 ]                      |
| 28. März 1970      | Gediz                           | 1.086           | Erdbeben von Gediz 1970 | 39° 5′ 53″ N, 29° 34′ 12″ O  | 6,9 MW    | VII        | [ 5 ] [ 54 ]                |
| 22. Mai 1971       | Bingöl                          | 1.000           | Bingöl wurde fast völlig zerstört, 15.000 Bewohner der Stadt wurden obdachlos                                                                                         | 38° 48′ 0″ N, 40° 30′ 0″ O   | 6,7 MW    | VIII       | [ 55 ] [ 56 ] [ 57 ]        |
| 6. September 1975  | Lice                            | 2.311–2.386     | Lice wurde fast vollständig zerstört; schwere Schäden auch in Nachbarorten                                                                                            | 38° 28′ 26″ N, 40° 43′ 23″ O | 6,7 MS    | IX         | [ 58 ] [ 59 ]               |
| 24. November 1976  | Iranisch-türkisches Grenzgebiet | 3.840–5.000     | Mehr als 50.000 Menschen wurden obdachlos | 39° 7′ 12″ N, 44° 1′ 48″ O   | 7,3 MS    | X          | [ 26 ] [ 60 ]               |
| 30. Oktober 1983   | Nordostanatolien                | mind. 1.342     | Mehr als 25.000 Menschen wurden obdachlos | 40° 19′ 48″ N, 42° 11′ 13″ O | 6,8 MW    | IX         | [ 61 ] [ 62 ]               |
| 13. März 1992      | Erzincan                        | 653             | Mehr als 10.000 Gebäude in Erzincan wurden teilweise oder vollständig zerstört, mehr als 6.000 Menschen wurden verletzt                                               | 39° 43′ 12″ N, 39° 36′ 0″ O  | 6,8 MS    | VIII       | [ 63 ] [ 64 ]               |
| 1. Oktober 1995    | Dinar                           | 94–101          | 348 Verletzte, 50.000 wurden obdachlos | 38° 3′ 47″ N, 30° 8′ 2″ O    | 6,4 MW    | VIII       | [ 65 ]                      |
| 27. Juni 1998      | Adana                           | 145             | Mehr als 1500 Verletzte | 36° 52′ 41″ N, 35° 18′ 25″ O | 6,3 MW    | VIII       | [ 66 ]                      |
| 17. August 1999    | İzmit/Gölcük                    | 18.373          | Erdbeben von Gölcük 1999 | 40° 44′ 53″ N, 29° 51′ 50″ O | 7,6 MW    | IX         | [ 5 ] [ 67 ]                |
| 12. November 1999  | Düzce                           | mind. 894       | Knapp 5000 Verletzte | 40° 45′ 29″ N, 31° 9′ 40″ O  | 7,2 MW    | IX         | [ 68 ]                      |
| 6. Juni 2000       | Çerkeş                          | 2               | Mehr als 80 Verletzte | 40° 41′ 35″ N, 32° 59′ 31″ O | 6,0 MW    | VII        | [ 69 ] [ 70 ]               |
| 3. Februar 2002    | Bolvadin                        | mind. 44        | Über 300 Verletzte, viele Nachbeben | 38° 34′ 23″ N, 31° 16′ 16″ O | 6,5 MW    | VII        | [ 71 ] [ 72 ] [ 73 ] [ 74 ] |
| 1. Mai 2003        | Bingöl                          | 177             | Mehr als 500 Verletzte | 39° 0′ 25″ N, 40° 27′ 50″ O  | 6,4 MW    | IX         | [ 75 ] [ 76 ]               |
| 8. März 2010       | Ostanatolien                    | 42–51           | Etwa 100 Verletzte | 38° 51′ 50″ N, 39° 59′ 10″ O | 6,1 MW    | VII        | [ 77 ] [ 78 ] [ 79 ]        |
| 23. Oktober 2011   | Van                             | 604             | Erdbeben in Van 2011 | 38° 43′ 16″ N, 43° 30′ 29″ O | 7,1 MW    | IX         | [ 5 ]                       |
| 9. November 2011   | Van                             | 40              | Nachbeben des Erdbebens in Van 2011 | 38° 25′ 44″ N, 43° 13′ 44″ O | 5,6 MW    | VII        | [ 26 ] [ 80 ]               |
| 21. Juli 2017      | Bodrum                          | 2               | Erdbeben in der Ägäis 2017 | 36° 55′ 44″ N, 27° 24′ 50″ O | 6,6 MW    | VII        | [ 5 ]                       |
| 26. September 2019 | Istanbul                        | 1               | Erdbeben von Istanbul 2019 | 40° 54′ 14″ N, 28° 9′ 0″ O   | 5,7 MW    | VI         | [ 5 ]                       |
| 24. Januar 2020    | Elazığ                          | 41              | Erdbeben bei Elazığ 2020 | 38° 25′ 52″ N, 39° 3′ 40″ O  | 6,8 MW    | IX         | [ 5 ]                       |
| 23. Februar 2020   | Iranisch-türkisches Grenzgebiet | 10              | Erdbeben im iranisch-türkischen Grenzgebiet 2020 | 38° 26′ 49″ N, 44° 25′ 1″ O  | 5,8 MW    | VII        | [ 5 ]                       |
| 14. Juni 2020      | Yedisu                          | 1               | 35 Verletzte | 39° 22′ 34″ N, 40° 42′ 36″ O | 5,9 MW    | VII        | [ 81 ] [ 82 ]               |
| 30. Oktober 2020   | Ägäisches Meer                  | 119             | Erdbeben in der Ägäis 2020 | 37° 55′ 5″ N, 26° 47′ 24″ O  | 7,0 MW    | VIII       | [ 5 ]                       |
| 6. Februar 2023    | Gaziantep                       | etwa 60.000     | Erdbeben in der Türkei und Syrien 2023 | 37° 13′ 30″ N, 37° 1′ 16″ O  | 7,8 MW    | IX         | [ 83 ] [ 84 ]               |
| 6. Februar 2023    | Elbistan                        | etwa 60.000     | Erdbeben in der Türkei und Syrien 2023 | 38° 1′ 26″ N, 37° 12′ 11″ O  | 7,5 MW    | IX         | [ 83 ] [ 85 ]               |
| 23. April 2025     | Istanbul                        | 0               | Erdbeben von Istanbul 2025 | 40° 50′ 24″ N, 28° 8′ 31″ O  | 6,2 MW    | VIII       | [ 86 ]                      |
| 3. Juni 2025       | Marmaris                        | 1               | 75 Verletzte | 36° 43′ 34″ N, 28° 11′ 20″ O | 5,8 MW    | VI         | [ 87 ] [ 88 ]               |
| 10. August 2025    | Sındırgı                        | 1               | 29 Verletzte | 39° 18′ 43″ N, 28° 4′ 8″ O   | 6,1 MW    | VIII       | [ 89 ]                      |

- Karte mit allen Koordinaten:
- OSM |
- WikiMap

## Belege
1. ↑  Erdin Bozkurt: Neotectonics of Turkey – a synthesis. In: Geodinamica Acta. Band 14, 2001, S. 3–30, doi:10.1080/09853111.2001.11432432 (englisch).
2. 1 2 3  Eugene Gurenko, Rodney Lester, Olivier Mahul, Serap Oguz Gonulal: Earthquake Insurance in Turkey. History of the Turkish Catastrophe Insurance Pool. World Bank Publications, Washington, D.C. 2006, ISBN 978-0-8213-6583-0, S. 1–5 (eingeschränkte Vorschau in der Google-Buchsuche; englisch).
3. 1 2  Oguz Gunes: Turkey’s grand challenge: Disaster-proof building inventory within 20 years. In: Case Studies in Construction Materials. Band 2, 2015, ISSN 2214-5095, S. 18–34, doi:10.1016/j.cscm.2014.12.003 (englisch).
4. ↑  Turkey: Izmir, Efes, Aydin, Manisa, Alasehir, Sart. NCEI/WDS Global Significant Earthquake Database. NOAA National Centers for Environmental Information, abgerufen am 18. August 2023 (englisch).
5. 1 2 3 4 5 6 7 8 9 10 11 12 13 14 15  Belege zu diesem Beben siehe im entsprechenden Hauptartikel.
6. ↑  Turkey: Antakya (Antioch). NCEI/WDS Global Significant Earthquake Database. NOAA National Centers for Environmental Information, abgerufen am 18. August 2023 (englisch).
7. ↑  Turkey: S Coasts; Libya. NCEI/WDS Global Significant Earthquake Database. NOAA National Centers for Environmental Information, abgerufen am 18. August 2023 (englisch).
8. ↑  Turkey: Antakya (Antioch). NCEI/WDS Global Significant Earthquake Database. NOAA National Centers for Environmental Information, abgerufen am 18. August 2023 (englisch).
9. ↑  Turkey: Antakya (Antioch). NCEI/WDS Global Significant Earthquake Database. NOAA National Centers for Environmental Information, abgerufen am 18. August 2023 (englisch).
10. ↑  Mohamed Reda Sbeinati, Ryad Darawcheh, Mikhail Mouty: The Historical Earthquakes of Syria: An Analysis of Large and Moderate Earthquakes from 1365 B.C. to 1900 A.D. In: Annals of Geophysics. Band 48, Nr. 3, Juni 2005, S. 355–356, Digitalisat (PDF; 5,5 MB) auf earth-prints.org (englisch).
11. ↑  Informationi sul terremoto. INGV, abgerufen am 17. Juli 2020 (englisch).
12. ↑  Turkey: Istanbul (Constantinople). NCEI/WDS Global Significant Earthquake Database. NOAA National Centers for Environmental Information, abgerufen am 18. August 2023 (englisch).
13. ↑  Turkey: Antakya (Antioch). NCEI/WDS Global Significant Earthquake Database. NOAA National Centers for Environmental Information, abgerufen am 18. August 2023 (englisch).
14. ↑  Turkey: Izmir. NCEI/WDS Global Significant Earthquake Database. NOAA National Centers for Environmental Information, abgerufen am 18. August 2023 (englisch).
15. ↑  Turkey: Istanbul (Constantinople). NCEI/WDS Global Significant Earthquake Database. NOAA National Centers for Environmental Information, abgerufen am 21. November 2023 (englisch).
16. ↑  Turkey; Armenia: Dvina. NCEI/WDS Global Significant Earthquake Database. NOAA National Centers for Environmental Information, abgerufen am 18. August 2023 (englisch).
17. ↑  Fatih Bulut, Marco Bohnhoff, Tuna Eken, Christoph Janssen, Tuğbay Kılıç, Georg Dresen: The East Anatolian Fault Zone: Seismotectonic setting and spatiotemporal characteristics of seismicity based on precise earthquake locations. In: Journal of Geophysical Research. Band 117, Nummer B07304. 2012, doi:10.1029/2011JB008966 (englisch).
18. ↑  N. N. Ambraseys, J. A. Jackson: Faulting associated with historical and recent earthquakes in the Eastern Mediterranean region. In: Geophysical Journal International. Band 133, Heft 2, Mai 1998, S. 390–406, doi:10.1046/j.1365-246X.1998.00508.x (englisch).
19. ↑  N. N. Ambraseys: Earthquakes in the Mediterranean and Middle East: A Multidisciplinary Study of Seismicity up to 1900. Cambridge University Press, Cambridge 2009, ISBN 978-0-521-87292-8, S. 283–291.
20. ↑  Turkey: Erzincan. NCEI/WDS Global Significant Earthquake Database. NOAA National Centers for Environmental Information, abgerufen am 18. August 2023 (englisch).
21. ↑  N. N. Ambraseys: Earthquakes in the Mediterranean and Middle East: A Multidisciplinary Study of Seismicity up to 1900. Cambridge University Press, Cambridge 2009, ISBN 978-0-521-87292-8, S. 348.
22. ↑  Turkey: Erzincan,Erzurum. NCEI/WDS Global Significant Earthquake Database. NOAA National Centers for Environmental Information, abgerufen am 18. August 2023 (englisch).
23. ↑  N. N. Ambraseys: Earthquakes in the Mediterranean and Middle East: A Multidisciplinary Study of Seismicity up to 1900. Cambridge University Press, Cambridge 2009, ISBN 978-0-521-87292-8, S. 395f.
24. ↑  Turkey: Erzincan,Erzurum. NCEI/WDS Global Significant Earthquake Database. NOAA National Centers for Environmental Information, abgerufen am 18. August 2023 (englisch).
25. ↑  N. N. Ambraseys: Earthquakes in the Mediterranean and Middle East: A Multidisciplinary Study of Seismicity up to 1900. Cambridge University Press, Cambridge 2009, ISBN 978-0-521-87292-8, S. 405.
26. 1 2 3  D. Güney: Van earthquakes (23 October 2011 and 9 November 2011) and performance of masonry and adobe structures. In: Natural Hazards and Earth System Sciences. Band 12/2012, S. 3337–3342, doi:10.5194/nhess-12-3337-2012 (englisch).
27. ↑  Turkey: Van. NCEI/WDS Global Significant Earthquake Database. NOAA National Centers for Environmental Information, abgerufen am 18. August 2023 (englisch).
28. ↑  Cengiz Zabcı,  Hüsnü Serdar Akyüz, Volkan Karabacak, Taylan Sançar, Erhan Altunel, Halil Gursoy, Orhan Tatar: Palaeoearthquakes on the Kelkit Valley Segment of the North Anatolian Fault, Turkey: Implications for the Surface Rupture of the Historical 17 August 1668 Anatolian Earthquake. In: Turkish Journal of Earth Sciences. Band 20, 2011, S. 411–427, doi:10.3906/yer-0910-48, Digitalisat (Memento vom 26. September 2021 im Internet Archive) (PDF; 5,5 MB) auf tubitak.gov.tr (englisch).
29. ↑  N. N. Ambraseys: Earthquakes in the Mediterranean and Middle East: A Multidisciplinary Study of Seismicity up to 1900. Cambridge University Press, Cambridge 2009, ISBN 978-0-521-87292-8, S. 512–515.
30. ↑  A. Gündüz, S. Türkmen, U. Eryiğit, Y. Karaca, M. Aydın: Is Turkey an Earthquake Country? In: The Journal of Academic Emergency Medicine. Band 12, 2013, S. 33–37, Digitalisat (PDF; 134 kB) auf ktu.ed.tr (englisch).
31. ↑  Turkey. NCEI/WDS Global Significant Earthquake Database. NOAA National Centers for Environmental Information, abgerufen am 18. August 2023 (englisch).
32. ↑  N. N. Ambraseys, J. A. Jackson: Seismicity of the Sea of Marmara (Turkey) since 1500. In: Geophysical Journal International. Band 141, Heft 3, Juni 2000, S. F1–F6, doi:10.1046/j.1365-246x.2000.00137.x (englisch).
33. ↑  Turkey: Antakya; Syria: Halab,Dimashq (Damascus). NCEI/WDS Global Significant Earthquake Database. NOAA National Centers for Environmental Information, abgerufen am 18. August 2023 (englisch).
34. ↑  Turkey: Erzurum. NCEI/WDS Global Significant Earthquake Database. NOAA National Centers for Environmental Information, abgerufen am 18. August 2023 (englisch).
35. ↑  Turkey: Ayvalik, Izmir, Cesme. NCEI/WDS Global Significant Earthquake Database. NOAA National Centers for Environmental Information, abgerufen am 18. August 2023 (englisch).
36. ↑  Turkey. NCEI/WDS Global Significant Earthquake Database. NOAA National Centers for Environmental Information, abgerufen am 18. August 2023 (englisch).
37. ↑  Cenk Yaltırak, Murat Şahin: 10th of July, 1894 İstanbul Earthquake (Marmara Sea, Turkey). April 2017 (englisch) bibcode:2017EGUGA..1912465Y.
38. ↑  Geoffrey C. P. King, Aurélia Hubert-Ferrari, Süleyman S. Nalbant, Bertrand Meyer, Rolando Armijoa, David Bowman: Coulomb interactions and the 17 August 1999 Izmit, Turkey earthquake. In: Comptes Rendus de l’Académie des Sciences, Série IIA. Band 333, Heft 9, 2001, S. 564, doi:10.1016/S1251-8050(01)01676-7 (englisch).
39. ↑  Turkey: Sultanhisar,Atca,Nazilli,Kuyucak,Denizli. NCEI/WDS Global Significant Earthquake Database. NOAA National Centers for Environmental Information, abgerufen am 18. August 2023 (englisch).
40. ↑  Turkey: Marmara Sea. NCEI/WDS Global Significant Earthquake Database. NOAA National Centers for Environmental Information, abgerufen am 18. August 2023 (englisch).
41. ↑  M 7.1 - western Turkey. USGS, abgerufen am 20. Juli 2020 (englisch).
42. ↑  Murat Ersen Aksoy, Mustapha Meghraoui, Martin Vallée, Ziyadin Çakir: Rupture characteristics of the AD 1912 Murefte (Ganos) earthquake segment of the North Anatolian Fault (western Turkey). In: Geology. Band 38, 2010, S. 991–994, doi:10.1130/G31447.1 (englisch).
43. ↑  Turkey: Burdur, Kilinc, Keciborlu, Isparta. NCEI/WDS Global Significant Earthquake Database. NOAA National Centers for Environmental Information, abgerufen am 18. August 2023 (englisch).
44. ↑  J. S. Tchalenko, M. Berberian: The Salmas (Iran) earthquake of May 6th, 1930. In: Annals of Geophysics. Band 27, Heft 1–2, 1974, S. 151–212, doi:10.4401/ag-4919 (englisch).
45. ↑  Iran: Salmas. NCEI/WDS Global Significant Earthquake Database. NOAA National Centers for Environmental Information, abgerufen am 18. August 2023 (englisch).
46. ↑  Turkey: Niksar, Erbaa. NCEI/WDS Global Significant Earthquake Database. NOAA National Centers for Environmental Information, abgerufen am 18. August 2023 (englisch).
47. ↑  Turkey: Ladik, Samsun, Havza. NCEI/WDS Global Significant Earthquake Database. NOAA National Centers for Environmental Information, abgerufen am 18. August 2023 (englisch).
48. ↑  Ayse Caglayan, Isik Veysel, Reza Saber: An Assessment of Holocene Seismic Activity on 1944 Earthquake Segment, North Anatolian Fault Zone (Turkey). In: Geosciences Journal. Band 23, Heft 5, Oktober 2019, S. 805–822, doi:10.1007/s12303-018-0075-3 (englisch).
49. ↑  Turkey. NCEI/WDS Global Significant Earthquake Database. NOAA National Centers for Environmental Information, abgerufen am 18. August 2023 (englisch).
50. ↑  Turkey: Yenice, Onon. NCEI/WDS Global Significant Earthquake Database. NOAA National Centers for Environmental Information, abgerufen am 18. August 2023 (englisch).
51. ↑  M 7.3 – western Turkey. USGS, abgerufen am 20. Juli 2020 (englisch).
52. ↑  Şule Gürboğa: Source fault of 19 August 1966 Varto earthquake and its’ mechanism: New field data, Eastern Turkey. In: Journal of Asian Earth Sciences. Band 111, 2015, ISSN 1367-9120, S. 792–803, doi:10.1016/j.jseaes.2015.07.015 (englisch).
53. ↑  ISC Bulletin – Event – 811616 Turkey. (ISC-EHB-Event). In: www.isc.ac.uk. International Seismological Centre (ISC), abgerufen am 19. September 2022 (englisch).
54. ↑  Turkey: Gediz. NCEI/WDS Global Significant Earthquake Database. NOAA National Centers for Environmental Information, abgerufen am 18. August 2023 (englisch).
55. ↑  Turkey: Bingol. NCEI/WDS Global Significant Earthquake Database. NOAA National Centers for Environmental Information, abgerufen am 18. August 2023 (englisch).
56. ↑  Tody in Earthquake History: On May 22nd… USGS, abgerufen am 22. Mai 2021 (englisch).
57. ↑  İsrafil Karataş: 1971 Bingöl Depremi In: History Studies. International Journal of History. Band 12, Heft 5. Oktober 2020, ISSN 1309-4173, S. 2797–2820, doi:10.9737/hist.2020.943 (türkisch).
58. ↑  Turkey: Lice. NCEI/WDS Global Significant Earthquake Database. NOAA National Centers for Environmental Information, abgerufen am 18. August 2023 (englisch).
59. ↑  William A. Mitchell: Partial Recovery and Reconstruction after Disaster: The Lice Case. In: Mass Emergencies. Band 2, 1977, S. 233–247, Digitalisat (Memento vom 27. Juli 2011 im Internet Archive; PDF; 356 kB) massemergencies.org (englisch).
60. ↑  Turkey: Muradiye. NCEI/WDS Global Significant Earthquake Database. NOAA National Centers for Environmental Information, abgerufen am 18. August 2023 (englisch).
61. ↑  Turkey: Erzurum, Kars, Khorasan, Pasinler, Narman. NCEI/WDS Global Significant Earthquake Database. NOAA National Centers for Environmental Information, abgerufen am 18. August 2023 (englisch).
62. ↑  M 6.8 – eastern Turkey. USGS, abgerufen am 17. Juli 2020 (englisch).
63. ↑  Helmut Grosser, Michael Baumbach, Hans Berckhemer, Bodo Baier, Ali Karahan, Holger Schelle, Frank Krüger, Arnulf Paulat, Gero W. Michel, Ramazan Demirtas, Sinan Genocoglu, Rüçhan Yilmaz: The Erzincan (Turkey) earthquake (MS = 6.8) of March 13, 1992 and its aftershock sequence. In: Pure and Applied Geophysics. Band 152, Heft 3, 1998, S. 465–505 doi:10.1007/s000240050163, Volltext verfügbar auf gfz-potsdam.de (englisch).
64. ↑  Turkey: Erzincan. NCEI/WDS Global Significant Earthquake Database. NOAA National Centers for Environmental Information, abgerufen am 18. August 2023 (englisch).
65. ↑  Turkey: Dinar, Evciler. NCEI/WDS Global Significant Earthquake Database. NOAA National Centers for Environmental Information, abgerufen am 26. September 2020 (englisch).
66. ↑  Turkey: Adana, Ceyhan. NCEI/WDS Global Significant Earthquake Database. NOAA National Centers for Environmental Information, abgerufen am 26. September 2020 (englisch).
67. ↑  Christian Buttkereit, Marion Sendker: 20 Jahre nach der Katastrophe: Istanbul und die Erdbebengefahr. In: deutschlandfunk.de. 13. August 2019, abgerufen am 10. Juli 2020.
68. ↑  Turkey: Bolu-Duzce-Kaynasli, Adapazari, Zonguldak. NCEI/WDS Global Significant Earthquake Database. NOAA National Centers for Environmental Information, abgerufen am 18. August 2023 (englisch).
69. ↑  Turkey: Cerkes, Cubuk, Orta. NCEI/WDS Global Significant Earthquake Database. NOAA National Centers for Environmental Information, abgerufen am 25. Februar 2023 (englisch).
70. ↑  Sehr starkes Beben der Stärke 6.0. In: volcanodiscovery.com. VolcanoDiscovery, abgerufen am 21. Februar 2023.
71. ↑  Turkey: Afyon. NCEI/WDS Global Significant Earthquake Database. NOAA National Centers for Environmental Information, abgerufen am 25. Februar 2023 (englisch).
72. ↑  Schweres Erdbeben der Stärke 6.5 – 25 km südöstlich von Bolvadin, Afyonkarahisar, Türkei, am Sonntag, 3. Feb 2002 um 07:11 GMT. In: volcanodiscovery.com. Abgerufen am 26. April 2022.
73. ↑  Chronologie: Schwere Erdbeben in der Türkei. In: diepresse.com. 23. Oktober 2011, abgerufen am 26. April 2022.
74. ↑  M 6.5 – 5 km NE of Sultanda??, Turkey. USGS, abgerufen am 10. Februar 2023 (englisch).
75. ↑  Turkey: Bingol. NCEI/WDS Global Significant Earthquake Database. NOAA National Centers for Environmental Information, abgerufen am 18. August 2023 (englisch).
76. ↑  M 6.4 – eastern Turkey. USGS, abgerufen am 2. August 2020 (englisch).
77. ↑  Turkey: Elazig Province: Okcular, Yukari Demirci. NCEI/WDS Global Significant Earthquake Database. NOAA National Centers for Environmental Information, abgerufen am 18. August 2023 (englisch).
78. ↑  M 6.1 – eastern Turkey. USGS, abgerufen am 10. August 2020 (englisch).
79. ↑  Murat Sunkar: 8 Mart 2010 Kovancılar-Okçular (Elazığ) depremi; yapı malzemesi ve yapı tarzının can ve mal kayıpları üzerindeki etkisi. In: Türk Coğrafya Dergisi. 2014, ISSN 1302-5856, S. 23–37, Digitalisat (PDF; 3,5 MB) auf dergipark.org.tr (türkisch).
80. ↑  M 5.6 – eastern Turkey. USGS, abgerufen am 17. Juli 2020 (englisch).
81. ↑  M 5.9 – 15 km ESE of Yedisu, Turkey. USGS, abgerufen am 17. Juli 2020 (englisch).
82. ↑  Bingöl Karlıova’da 5.7 Büyüklüğündeki Deprem – 11 (Basin Bülteni). AFAD, 17. Juni 2020, abgerufen am 17. Juli 2020 (türkisch).
83. 1 2  M. Erdik, M. B. D. Tümsa, A. Pınar, E. Altunel, A. C. Zülfikar: A preliminary report on the February 6, 2023 earthquakes in Türkiye. In: temblor.net. 23. Februar 2023, abgerufen am 26. Februar 2023 (englisch).
84. ↑  M 7.8 – 26 km ENE of Nurdağı, Turkey. USGS, abgerufen am 26. Februar 2023 (englisch).
85. ↑  M 7.5 – 4 km SSE of Ekinözü, Turkey. USGS, abgerufen am 26. Februar 2023 (englisch).
86. ↑  M 6.2 - 21 km SE of Marmara Ereğlisi, Turkey. In: USGS earthquake catalog. United States Geological Survey, 23. April 2025, abgerufen am 1. Mai 2025 (englisch).
87. ↑  M 5.8 - 8 km SSW of İçmeler, Turkey. In: USGS earthquake catalog. United States Geological Survey, 2. Juni 2025, abgerufen am 17. August 2025 (englisch).
88. ↑  Depremin bilançosu: 1 ölü 75 yaralı. In: ucuncusayfahaber.com.tr. 3. Juni 2025, abgerufen am 17. August 2025 (türkisch).
89. ↑  M 6.1 - 10 km SSW of Bigadiç, Turkey. In: USGS earthquake catalog. United States Geological Survey, 10. August 2025, abgerufen am 11. August 2025 (englisch).